# Have It All
Singles de Foo Fighters
Low
(2003) Best of You
(2003)
Have It All est le quatrième et dernier single du groupe de rock Foo Fighters issu de l'album One by One sorti en 2002.

## Liste des titres
Toutes les chansons sont écrites et composées par Dave Grohl, Taylor Hawkins, Nate Mendel, Chris Shiflett.
| 1. | Have It All                                                                | 4:58 |
| 2. | Darling Nikki (reprise de Prince)                                          |      |
| 3. | Disenchanted Lullaby (session acoustique à la BBC Radio 1 le 19 août 2003) |      |
| 4. | Weenie Beenie (live)                                                       |      |

## Charts
| Chart (2003)                | Position |
| --------------------------- | -------- |
| Charts australien           | 71       |
| UK Singles Chart            | 37       |
| U.S. Hot Modern Rock Tracks | 22       |

## Membres du groupe lors de l'enregistrement de la chanson
- Dave Grohl - Chant, guitare, batterie
- Chris Shiflett - Guitare
- Nate Mendel - Basse
- Taylor Hawkins - Batterie